# Omagua
Die Omagua (auch Umawa, Umaua, Umanas oder Cambebas genannt, sowie auch „Flachköpfe“) sind bzw. waren eine südamerikanische Ethnie am Marañón und Amazonas in Peru sowie im westlichen Grenzgebiet Brasiliens. Die Omagua waren zur Zeit der Conquista eines der größten Völker Amazoniens. Sie sind heute weitgehend in der mestizischen Bevölkerung aufgegangen.

## Geschichte
Nach zeitgenössischen Berichten wurde das obere Amazonasgebiet bis ins 17. Jahrhundert fast ganz von den tupisprachigen Omagua bewohnt, die als größtes Volk der Region beschrieben wurden.
Im 16. Jahrhundert lockten Gerüchte über den sagenhaften Reichtum der Omagua Abenteurer aus Europa an, darunter 1529 Nikolaus Federmann und 1536 Georg von Speyer als Vertreter der Welser, in den 1540er Jahren Gonzalo Pizarro und Philipp von Hutten und 1560 Pedro de Ursúa.
1645 begannen die Jesuiten mit der Missionierung und errichteten in Stromnähe über 30 Missionen, die zuletzt von dem böhmischen Missionar Samuel Fritz betreut wurden, der sich seit 1685 (mit Unterbrechungen durch seine ausgreifenden Forschungsreisen durch Amazonien) bei den Omagua aufhielt. Infolge der Übernahme des Gebietes durch die Portugiesen in den ersten beiden Jahrzehnten des 18. Jahrhunderts mussten die Jesuitenreduktionen allerdings aufgegeben werden und die Siedlungen verschwanden.
Im 18. Jahrhundert sorgten Krankheiten für einen starken Rückgang der Omagua-Bevölkerung. Gewalt und Diskriminierung führten dazu, dass die Überlebenden ihre Sprache und Identität aufgaben. Heute sind die Omagua fast gänzlich in der mestizischen Bevölkerung Perus und Brasilien aufgegangen. Beim peruanischen Census 2017 gaben drei Personen in Peru an, dass sie in ihrer Kindheit die Omagua-Sprache als erste Sprache gelernt haben.

## Wohngebiete
Die Omagua leben im peruanischen Region Loreto im Gebiet des Zusammenflusses der Flüsse Marañón und Ucayali. Im peruanischen Census 2017 wurde keine eigenen Gemeinden (comunidades) dieser Ethnie identifiziert. Ethnische Omagua leben in Dorfgemeinden der Ethnie Kukama-Kukamiria oder mit Mestizen.

## Sprache
Die Omagua-Sprache gehört wie das Kukama-Kukamiria zu den Tupí-Sprachen. Es wurde laut SIL International um das Jahr 1976 von weniger als 100 Menschen am Amazonas bei Iquitos (Peru) gesprochen. In Brasilien war sie 1995 wahrscheinlich schon ausgestorben. Die Sprache gehört zu den Tupí-Guaraní-Sprachen und ist mit der ebenfalls fast ausgestorbenen Sprache der Cocama am nächsten verwandt.

## Verwechslungen in der Literatur
Auf Grund des sehr ähnlichen Ethnonyms der Omagua (auch Umawa) und der zu den Kariben zählenden, karibische Sprachen sprechenden Karijona (auch Huaque / Guaque oder Umaua /Maua /Mava /Omaua) am Río Vaupés sind diese Ethnien in der Literatur miteinander verwechselt worden.